# Sprosserrotschwanz
Der Sprosserrotschwanz oder Zügelrotschwanz (Phoenicurus erythronotus) ist eine Vogelart aus der Gattung der Rotschwänze. Diese Gattung wird je nach Autor in die Familie der Fliegenschnäpper (Muscicapidae) bzw. die nah verwandte Familie der Drosseln (Turdidae) eingeordnet. Die Art wurde erstmals vom deutschen Biologen Eduard Friedrich von Eversmann beschrieben und trägt deshalb in einigen Sprachen dessen Namen.

## Beschreibung

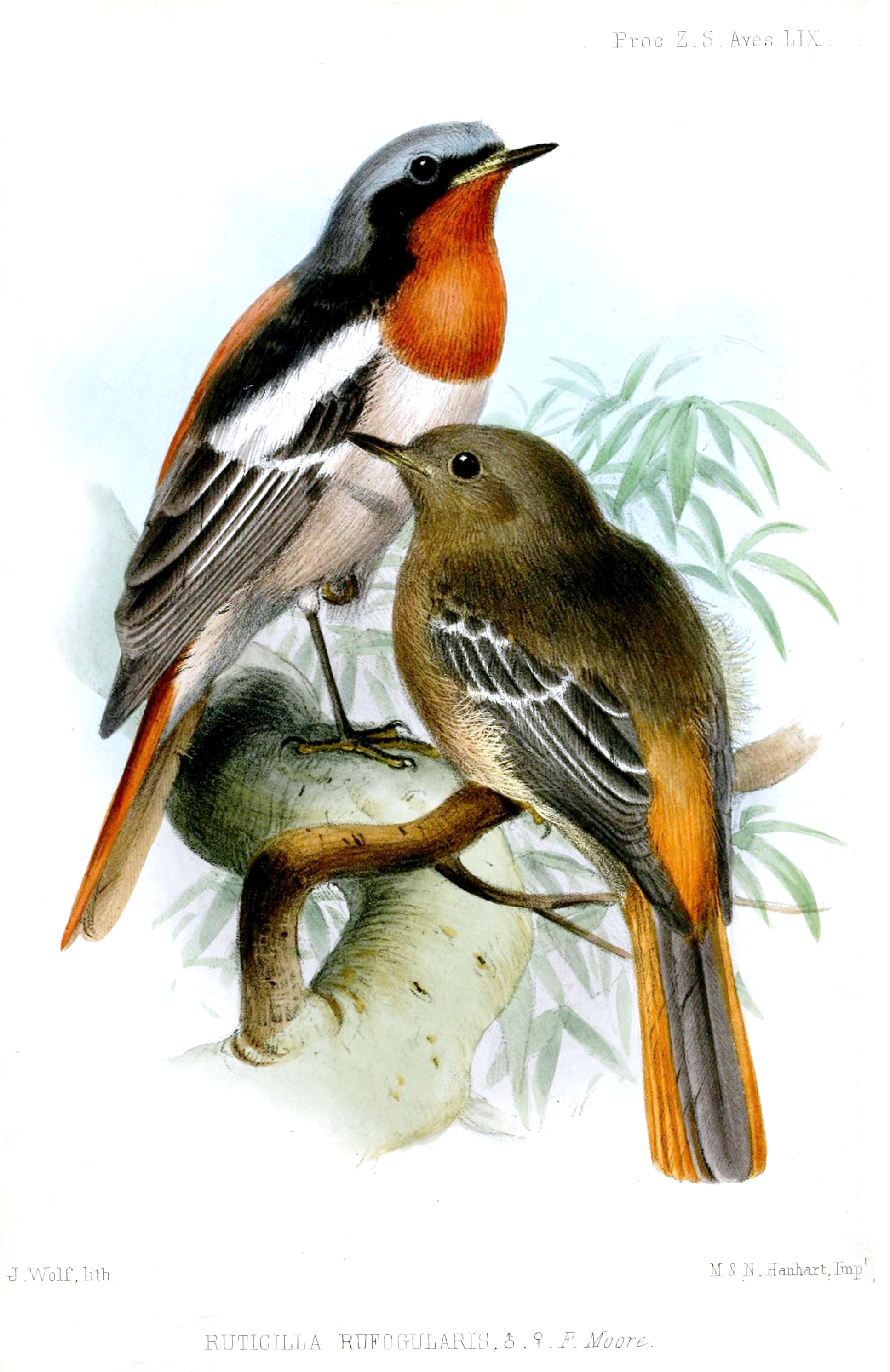
Sprosserrotschwänze (Illustration), Männchen links, Weibchen rechts

### Aussehen
Mit einer Körpergröße von 15 bis 16 cm und einer Flügelspannweite von 25,5 bis 27 cm gehört der Sprosserrotschwanz zu den größeren Rotschwanz-Arten. Wie alle Rotschwanz-Arten weist er einen stark ausgeprägten Geschlechtsdimorphismus auf: Während der Brutzeit besteht das Federkleid des Männchens aus einer schwarzen Maske, einer grauen Kopfoberseite und einer grauen Nackenpartie. Rücken und Bürzel sind rotbraun, ebenso der Schwanz bis auf die dunkleren Zentralfedern. Die Flügel sind dunkel mit weißen Flecken auf den Schulterfedern und Handschwingendecken. Die Unterseite ist weitgehend rotbraun, abgesehen vom weißen Bauch und den weißen Unterschwanzdecken. Männchen außerhalb der Brutsaison sowie im ersten Winter sind ähnlich gefärbt, aber viel fahler und eher braun.
Das Weibchen ist hauptsächlich graubraun. Es besitzt einen rotbraunen Schwanz mit dunklem Zentrum, einen blassen Augenring, zwei sandfarbene Flügelstriche sowie sandfarbene Schirmfedern. Schnabel und Beine sind bei beiden Geschlechtern schwarz.

### Gesang
Der Gesang ist laut und lebhaft. Außerdem umfasst das Repertoire einen weichen, krächzenden Ruf und einen pfeifenden Ruf.

## Verbreitung
Die Brutgebiete liegen in den Gebirgen Zentralasiens und Südsibiriens vom Tianshan-Gebirge bis zum Tarbagatai- und Altai-Gebirge sowie in der Nähe des Baikalsees. Einige Vögel ziehen im Winter talwärts; andere, vor allem im Nordosten des Verbreitungsgebiets, legen längere Strecken zurück. Das Überwinterungsgebiet erstreckt sich vom Südirak über den Iran und Pakistan bis zum westlichen Himalaya. Einzelne Vögel ziehen bis ins östliche Arabien. Außerdem wurden Irrgäste in Israel und der Türkei beobachtet.

## Lebensraum
In der Brutsaison bewohnt der Sprosserrotschwanz Wälder und bewaldete Landschaften in bis zu 5400 m Höhe, im Winter bevorzugt er offenere und trockenere Lebensräume.

## Lebensweise

### Ernährung
Insekten bilden die Hauptnahrungsquelle während der Brutsaison; im Winter ernährt sich der Vogel dagegen eher von Früchten und Pflanzensamen.